# Алі III (бей Тунісу)
Абу'л-Гасан Алі III ібн аль-Хусейн (араб. أبو الحسن علي باشا باي بن الحسين; нар. 14 серпня 1817 — 11 червня 1902) — 13-й бей Тунісу з династії Хусейнидів в 1882—1902 роках.

## Життєпис
Походив з династії Хусейнідів. Син Аль-Хусейна II, бея Тунісу, та Лейли Фатими аль-Мунастирі. Народився 1817 року в резиденції в Ла-Марсі. 1863 року оголошений своїм братом — беєм Мухаммедом III спадкоємцем трону (бей аль-махалла). Також призначено головним зі збирання податків з підвладних племен і контролю за додержання справедливості в провінціях. Крім того, отримав звання дивізійного генерала османської армії.
У 1864 році у зв'язку з упровадженням меджби (податку на душу населення) в країні почалися селянські повстання, які Алі придушив. Згодом намагався вплинути на брата щодо обмеження впливу європейців, проте марно.
1882 року після смерті Мухаммеда III став новим беєм Тунісу. Втім його влада була обмежена Бардоським договором 1881 року, який встановив французький протекторат над державою. 28 березня 1883 року французький парламент запровадив французьку юрисдикцію в Тунісі. 18 квітня того ж року бей затвердив цей французький декрет. 8 червня 1883 року підписав з французьким генерал-резидентом Полем Камбоном Ла-Марсанську конвенцію, якою уся влада в Тунісі передавалася Франції.
Алі III залишився номінальним правителем до самої смерті у 1902 році в Ла-Марсі. Поховано в мавзолеї Турберт-бея в Медіні Тунісу. Йому спадкував син Мухаммед IV аль-Хаді.